# روز كينغ
روز كينغ (بالإنجليزية: Rose King)‏ هي ممثلة أمريكية، ولدت في 1884، وتوفيت في 1967.

## وصلات خارجية
- روز كينغ على موقع IMDb (الإنجليزية)
- روز كينغ على موقع قاعدة بيانات برودواي على الإنترنت (الإنجليزية)